# Mosquée Süleymaniye de Rhodes
Ne doit pas être confondue avec la mosquée Süleymaniye d'Istanbul.
La mosquée Süleymaniye (en turc : Süleymaniye Camii, en grec moderne : Σουλεϊμανιγιέ Τζαμί / Souleïmanié tzamí) ou mosquée de Soliman (Τζαμί του Σουλεϊμάν) est un édifice ottoman dans la ville grecque de Rhodes. Elle a été commanditée par le sultan Soliman le Magnifique en 1522, au lendemain de la prise de la cité par les Turcs ottomans. 
Restaurée au début du XIXe siècle, puis une nouvelle fois dans les années 1990 et 2000, la mosquée accueille depuis 2005 des expositions culturelles.

## Histoire
La mosquée fut commanditée peu après la prise de la ville en 1522 par le sultan ottoman Soliman,, ou bien quelques années plus tard vers 1540-1541. Située à l'emplacement de l'église des Saints-Apôtres, elle constituait à l'époque un lieu central et surélevé dans le quartier du bazar ottoman. L'édifice fut reconstruit en 1808 puis restauré à la suite du séisme de 1856. Cette même année, l'explosion d'un dépôt de poudre dans l'ancienne église conventuelle Saint-Jean-le-Baptiste, transformée en mosquée quelques mois après la conquête de Soliman, endommagea également l'édifice.
Le minaret fut rénové durant l'occupation italienne du Dodécanèse, potentiellement après le séisme de 1928. Un peu plus d'un an après le rattachement de l'archipel du Dodécanèse au royaume de Grèce, la mosquée de Soliman fut classée monument historique le 25 août 1948. En 1957, un nouveau tremblement de terre occasionna des travaux de rénovation du minaret. La mosquée fut fermée au culte en 1978. Une partie du minaret s'effondra une nouvelle fois en 1987 et les éléments subsistants furent démontés l'année suivante.
D'importants travaux de restauration, distingués par un prix du patrimoine Europa Nostra, ont été conduits dans les années 1990 et jusqu'en 2005,. Le minaret fut notamment reconstruit à l'identique avec de nouvelles pierres et des armatures en titane et en plomb. La campagne de restauration de la décoration intérieure ne s'acheva cependant qu'en 2012. Depuis 2005, le lieu fonctionne comme musée et demeure ouvert pour certaines fêtes religieuses,. Il constitue l'un des monuments principaux de la vieille ville de Rhodes classée au patrimoine mondial par l'Unesco en 1988.

## Architecture
L'édifice est constitué de deux espaces accolés à une salle de prière carrée, d'un porche surmonté de sept dômes et d'une toiture, et il est flanqué d'un minaret à double balcon qui se trouvent à 26 m, l'ensemble du minaret culminant à 34,5 m de hauteur,. L'ensemble présente un plan en T inversé, la salle de prière, coiffée d'un dôme qui s'élève à 15 m de hauteur, étant flanquée de deux espaces latéraux de plus faible largeur par rapport à la pièce centrale, espaces eux-mêmes surmontés d'un dôme.
L'encadrement de la porte, formé par deux colonnettes de marbre sur lesquelles sont sculptés des heaumes, des armes et des anges, provient d'un monument funéraire de l'époque des Hospitaliers,, potentiellement du tombeau du grand maître Émery d'Amboise. Une autre trace de remploi concerne le porche, qui est soutenu par huit colonnes aux fûts antiques.
La mosquée de Soliman présente une riche décoration intérieure. Côté sud, le mihrab et le minbar, notamment, sont  dorés à l'or. À l'opposé, une galerie surélevée en bois peint court sur toute la longueur de la salle de prière. Une fontaine, surmontée d'une coupole qui repose sur huit colonnes, orne le centre de la cour située au nord de la mosquée.

## Galerie

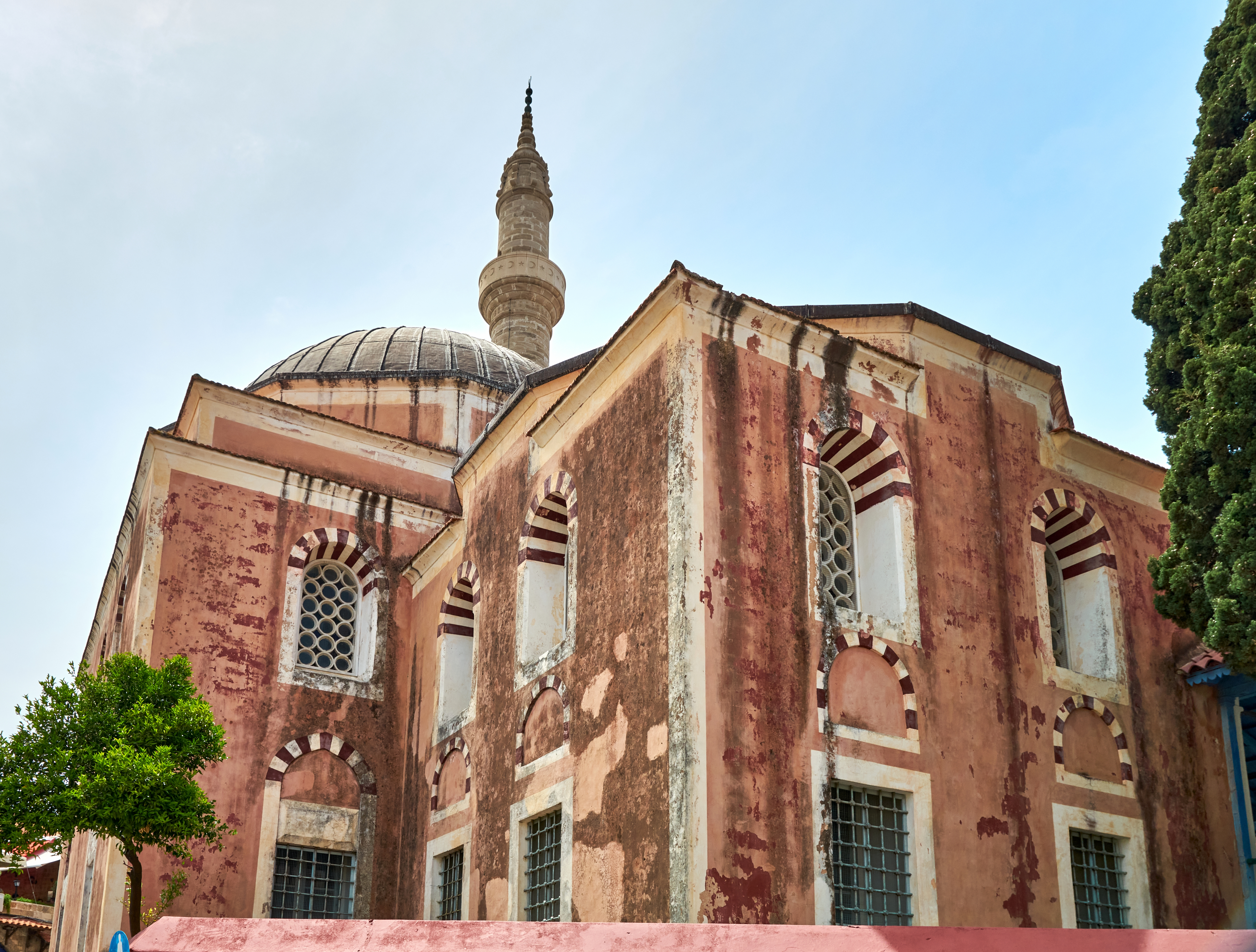
Vue de la mosquée depuis l'est.
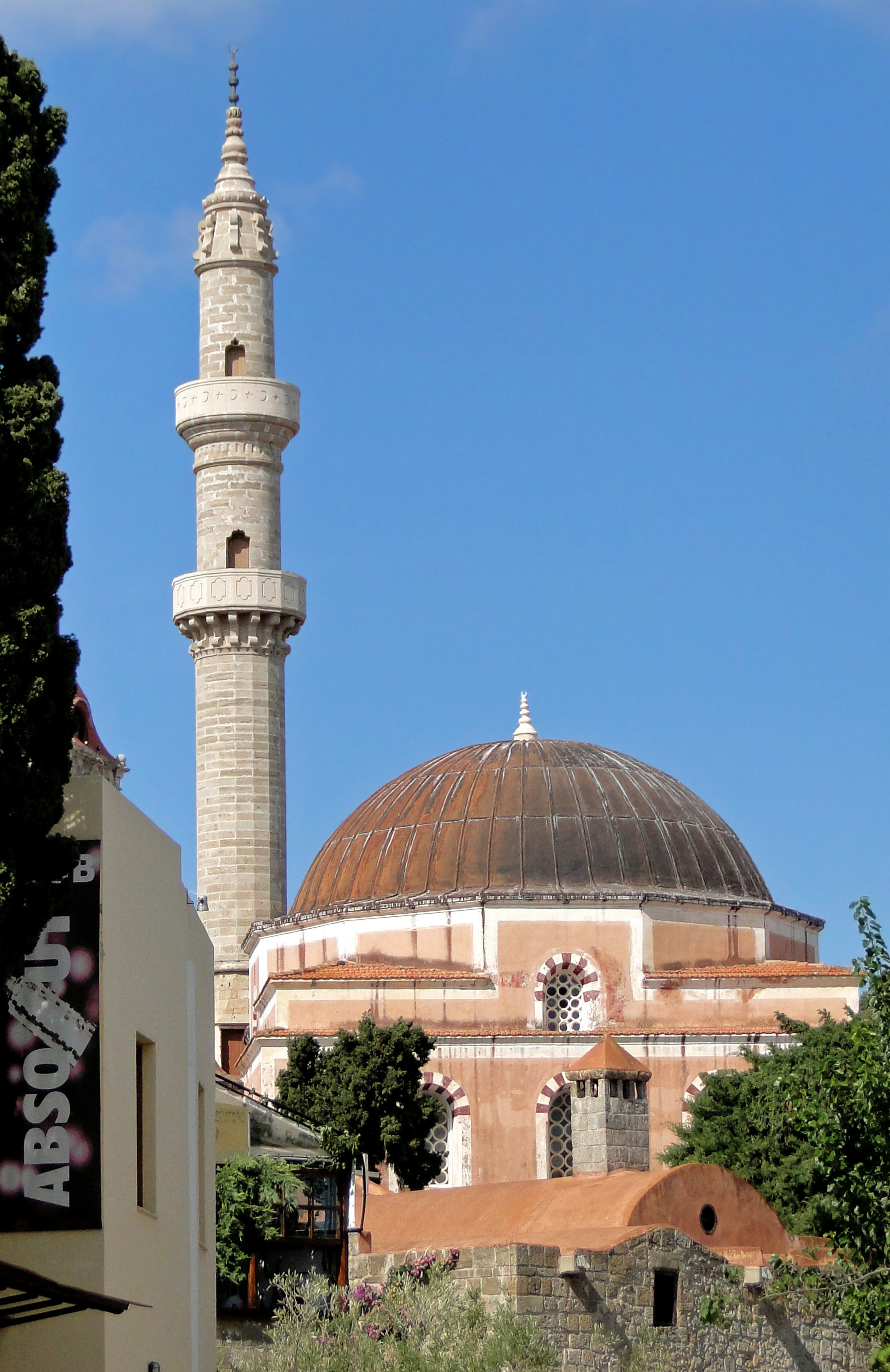
Minaret et mosquée depuis le sud.
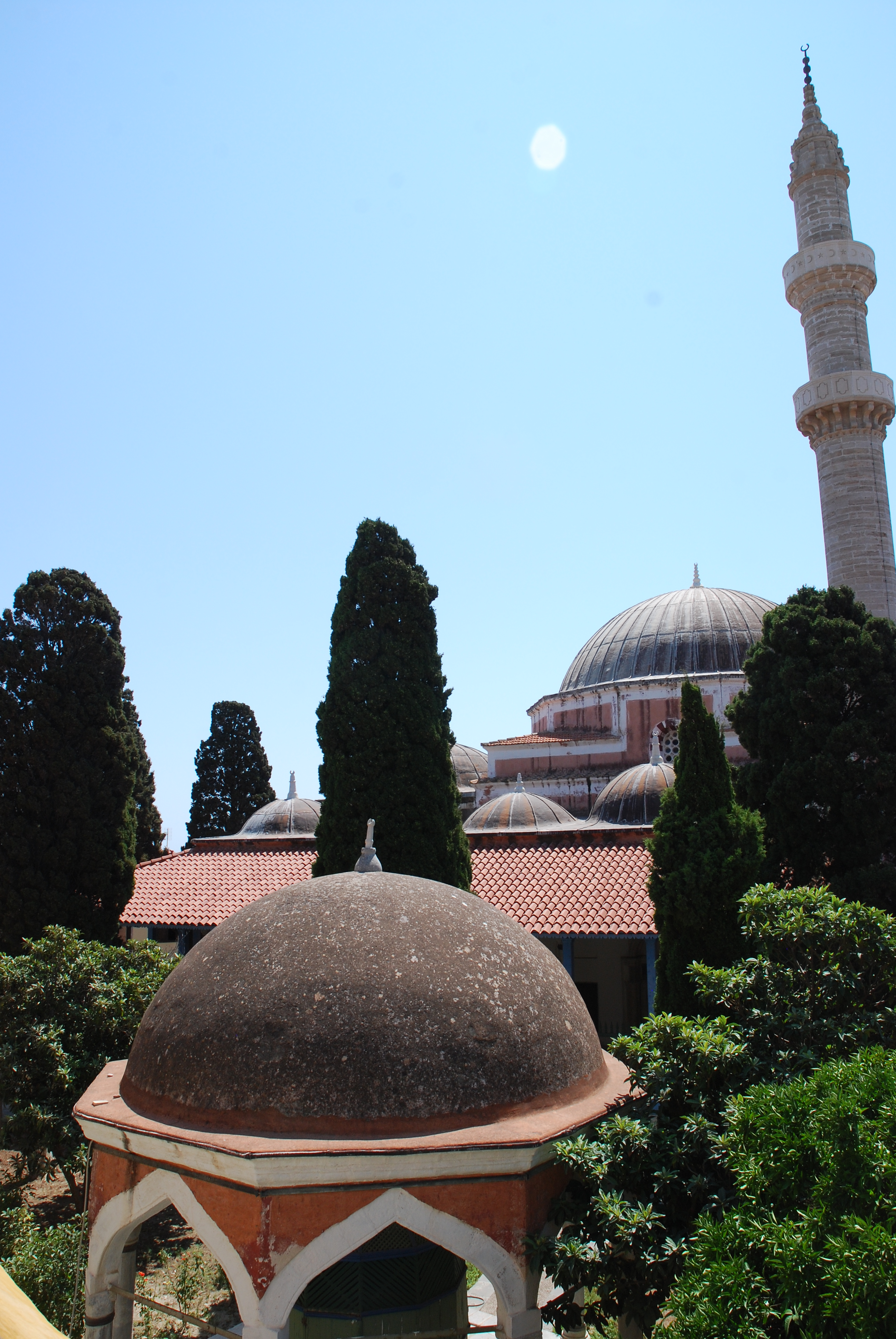
Fontaine pour les ablutions et mosquée depuis le nord.
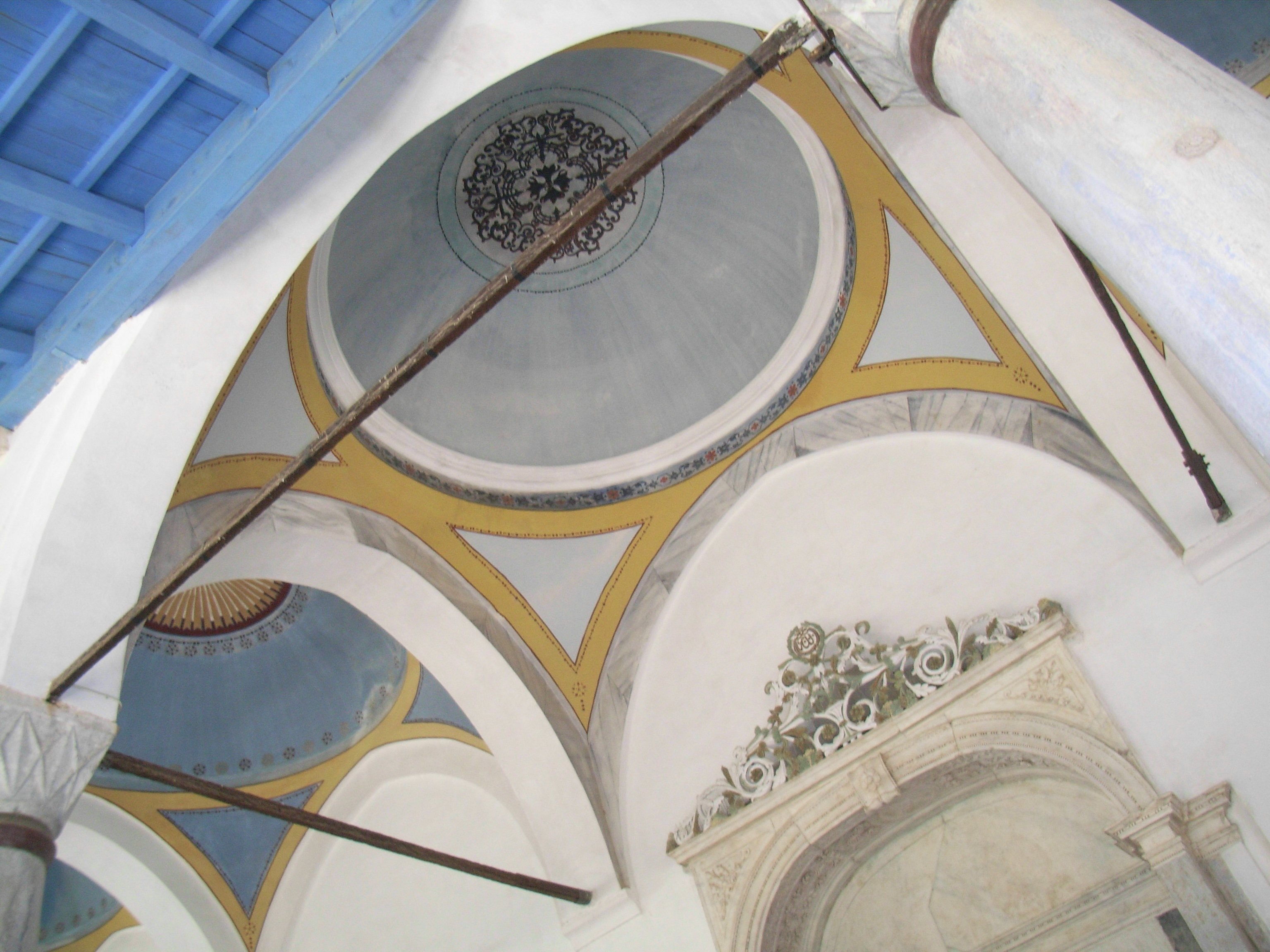
Plafond et coupoles du porche.
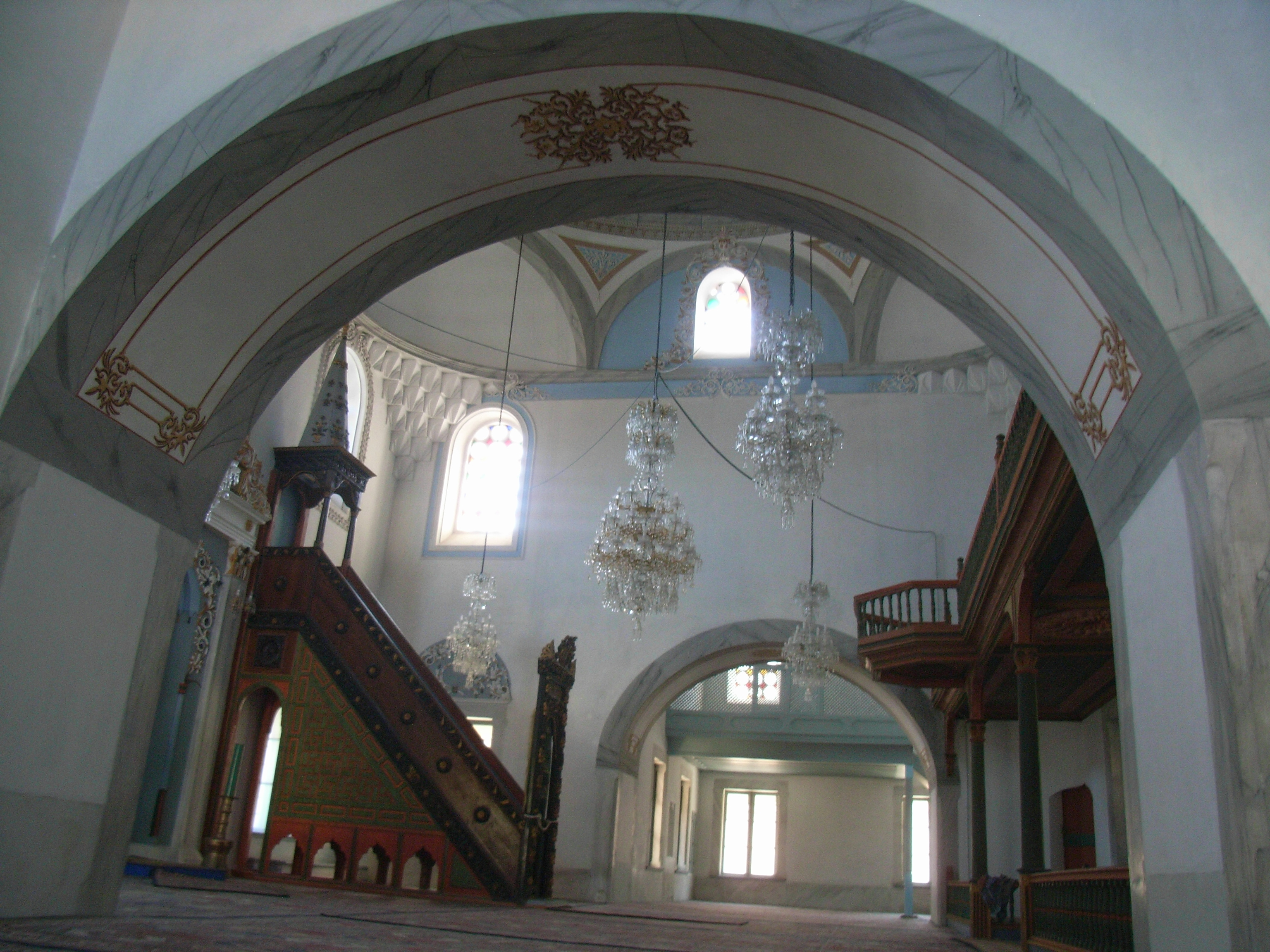
Intérieur de la salle de prière.